# Aurélien Dumont
Aurélien Dumont est un compositeur français né en 1980 à Marcq-en-Baroeul (Nord).

## Biographie
Après des études de musicologie à l'Université de Lille 3 (DEA) et d'art-thérapie à la Faculté de médecine de Tours (DU), Aurélien Dumont étudie la composition au Conservatoire National Supérieur de Musique et de Danse de Paris dans la classe de Gérard Pesson de 2007 à 2012. Il poursuit ensuite ses recherches dans le cadre du programme doctoral Science Art Création Recherche de l'Université PSL et devient le premier docteur en composition musicale au sein de cette formation en 2016. Parallèlement, il étudie l'apport technologique et numérique à l'IRCAM au sein des cursus en composition et informatique musicale (2010 et 2013).
Il est pensionnaire de l'Académie de France à Rome - Villa Médicis en 2017-2018.
Son approche musicale, qui repose sur la mise en tension d'objets musicaux hétérogènes ouverts aux autres domaines, l'amène à travailler avec des artistes comme le romancier Antoine Volodine et le poète Dominique Quélen, le dramaturge-philosophe Dorian Astor, les metteurs en scènes Benjamin Lazar, Matthieu Roy, Frédéric Sonntag, Daniel Jeanneteau, ou encore Mireille Larroche.
Sa rencontre avec le philosophe François Jullienest déterminante dans l'évolution de son langage musical, en particulier dans l'élaboration d'une technique de composition entre citation et collage nommée O.E.M (Objets Esthétiquement Modifiés) en analogie aux O.G.M. Il est membre fondateur de l'association Décoïncidences, qui tente, à partir du chantier conceptuel de François Jullien, de "dé-coïncider d’avec les obédiences installées et promouvoir, à travers les champs les plus divers de l’expérience et de la pratique, un engagement d’exigence philosophique dans la vie publique."
La musique d'Aurélien Dumont est interprétée par le Quatuor Diotima, le Klangforum Wien, l’ensemble l'Instant Donné, l’ensemble Linea, L'ensemble Cairn, l’ensemble Recherche, l’ensemble KNM Berlin, l’ensemble 2E2M, l’ensemble Ars Nova, l’ensemble Mozaik, l’Ensemble Orchestral Contemporain, l’ensemble Musiques Nouvelles, l’ensemble Adapter, l’ensemble Next Mushroom Promotion, Les Cris de Paris, l’ensemble Aedes, Marc Mauillon, Juliette Allen, Catalina Vicens, Thomas Ospital, Fanny Vicens etc.
En 2019, le pianiste-concertiste François-Frédéric Guy lui commande un concerto pour piano et orchestre en joué-dirigé, créé à l'Opéra de Limoges le 11 octobre (reprises en juin 2022 au Théâtre des Champs Elysées et au Théâtre du Châtelet avec l'Orchestre de Chambre de Paris). Son opéra de chambre sous casque Macbeth/Qui a peur du loup ?, commande de l'ensemble Ars Nova sur une mise en scène de Matthieu Roy, est représenté à l'Opéra National de Bordeaux. Son théâtre musical Black Village, adaptation du roman éponyme de Lutz Bassmann (Antoine Volodine) est créé par l'ensemble l'Instant Donné, Hélène Alexandridis et le metteur en scène Frédéric Sonntag au Nouveau Théâtre de Montreuil en décembre 2019.
En 2020, il met en musique la voix et les mots d'Annie Ernaux dans une adaptation de l'Autre fille pour système de diffusion ambisonic avec le metteur en scène Daniel Jeanneteau et l'ensemble l'Instant donné. En 2023, est créée WhatsPop par Juliette Allen et l'ensemble Cairn, fresque "lyrico-psychédélique" dont il conçoit également le livret à partir de l'œuvre de Pacôme Thiellement. 
Aurélien Dumont est compositeur en résidence au Théâtre de Cornouaille – scène nationale de Quimper, pour les saisons 2015-2017, au sein de l'ensemble 2E2M en 2018, au Conservatoire d’Ivry-sur-Seine pour les saisons 2017-2019 et à la Maison Maria Casarès pour les saisons 2019-2021.
Il est professeur invité en 2021 à l'Académie Voix Nouvelles de Royaumont et à l'Académie internationale de Cordes-sur-Ciel en 2022.
Depuis novembre 2019, il enseigne la composition musicale au CRR de Créteil. Il est nommé Professeur de composition instrumentale et vocale à partir de septembre 2024 au CNSMD de Lyon.

## Œuvres
Œuvres principales

### Musique de chambre
- Start the dance! (2009), pour flûte et trio à cordes. Générique de l'émission "Création mondiale" sur France Musique depuis septembre 2019[9].
- Une rumeur coule sous tes pas. Il scintille... (2009), pour flûte alto, clarinette, basson, cor et orgue.
- Frottole des forêts flottantes (2009), pour traverso, violon baroque, clavecin et viole de gambe.
- Gruau d'agrumes (2009-2014), pour flûte et trio à cordes.
- Circa Sika - Nara I (2010), pour quatuor à cordes et électronique.
- Eglog (2011), pour violon, harpe et clavecin.
- Berceuse et des poussières (2012), pour clarinette, trio à cordes, piano et support stéréophonique.
- Échappées - pauses pluitées (2013), pour violoncelle et électronique.
- Fiocchi di Silenzio (2014), pour flûte alto, clarinette basse, violon et violoncelle.
- 7 Vallées (2015), pour flûte, clarinette, harpe, percussions et électronique.
- Other pages (2016), pour piano.
- Neige de Jakuchu (2017), quatuor à cordes n.1.
- Glacis (2018), pour orgue et accordéon microtonal.
- Altri Fiocchi (2019), pour flûte basse, saxophone alto et piano.
- Frousse (2020), miniature cauchemardesque par temps de Coronavirus, pour flûte basse, alto et harpe.
- Brèches (2020), quatuor à cordes n.2, avec peintures de Vincent Dulom.
- Terzi Fiocchi (2020), pour flûte alto, clarinette, violon et électronique.
- Un regret de bouillabaisse (2020), pour violoncelle, chef cuisinier (ou récitant) et électronique.
- Close up! (2009-2022), pour violon et électronique.
- Ludion (2024), pour santûr et quatuor à cordes.
- Katanoise (2024), pour flûte, clarinette, percussions, harpe, contrebasse et deux judokas.
- Music of Sighs (2024), pour flûte alto, clarinette, harpe, viole d'amour et violoncelle.

### Musique d'ensemble
- Sérieux gravats - Nara II (2010), pour sextuor.
- Épopées - pauses pluitées (2012), pour violoncelle solo, ensemble et électronique.
- Kaimami (2012), pour ensemble mixte (instruments traditionnels japonais et instruments baroques occidentaux).
- Abîme apogée (2013), pour ensemble et électronique.
- Fables asséchées (2014), pour ensemble et électronique.
- Yomi no kuni kara (2015), pour grand ensemble mixte (instruments traditionnels japonais et instruments baroques occidentaux).
- Flots en fioles en flot (2011-2016), concerto pour alto et grand ensemble.
- Baïnes (2017), pour ensemble instrumental et vidéos silencieuses de Jennifer Douzenel.
- Flaques de miettes (2008-2018), pour ensemble instrumental.
- Zero Syd Barrett & Two Girls Playing Saxophone (2020), pour sextuor.
- The Steel Point Rasps & Rasps the Silence (2023), pour septuor.

### Musique vocale
- Le fils de Prométhée (2009), cantate.
- Croisées dormantes (2011), pour sho, petit ensemble et ensemble vocal.
- Nix (2012), pour quintette vocal.
- Yamabushi no inori (2012), pour chant nô et clarinette basse.
- Thet®is (2014), pour voix, piano et percussions.
- Tempus fugit, toucher d'ombre (2014), pour ensemble vocal à 40 voix réelles.
- Surgissant à nouveau de la terre (2014), pour ensemble vocal.
- Gauguin (2015), pour ensemble vocal.
- Âpre bryone (2009-2018), pour soprano, ensemble et électronique.
- Contrées (2018), pour voix d'homme et organetto.
- Digest jingle (2020), pour deux voix chantée et tubes de gel hydroalcoolique.

### Musique symphonique
- Slide-Listening (2017), concertino pour piano et orchestre.
- Écoumène (2019), concerto pour piano et orchestre.
- Amorces-éclipse (2021), pour orchestre.

### Opéra - théâtre musical
- Grand défilés (2011), théâtre musical.
- La tristesse d'un paysage de nuit (2013), musique de scène.
- Chantier Woyzeck (2014), opéra pour 8 solistes, ensemble et électronique.
- Le Dibbouk (2015), théâtre musical.
- Himitsu no neya (2016), opéra pour chanteuse Nô, ensemble et électronique.
- Qui a peur du loup ? / Macbeth (2019), opéra de chambre sous casque.
- Black Village (2019), théâtre musical.
- WhatsPop (2022), fresque lyrico-psychédélique pour soprano, petit ensemble et électronique.
- La lune s'éteindra-t-elle ? (2023), pour soprano et clarinette, shô, accordéon hybride et violoncelle.

### Installation
- L'Autre fille (2020), installation en ambisonic d'après l'ouvrage d'Annie Ernaux.
- Fragments d'autre (2021), installation en binaural d'après la correspondance entre Albert Camus et Maria Casarès.

## Prix et distinctions
- Prix du Takefu International Music Festival, 2012.
- Prix de la fondation Salabert, 2012.
- Prix du concours international de composition San Fedele de Milan, 2013.
- Prix Pierre Cardin de l'Académie des Beaux Arts, 2013.
- Prix Hervé Dugardin de la SACEM, 2014.
- Coup de cœur de l'Académie Charles Cros pour While, 2015.
- Prix Georges Enesco de la SACEM, 2017.
- Coup de cœur musique contemporaine 2018 de l'Académie Charles Cros pour Stillness, annoncé le 26 décembre par Omer Corlaix sur France Musique lors de l’émission le concert du soir[10].
- Grand Prix du Disque de l'Académie Charles Cros pour Stillness, 2018.
- Prix de confirmation en composition musicale de la Fondation Simone et Cino Del Duca de l'Institut de France, 2020.
- Coup de cœur musique contemporaine de l'Académie Charles Cros pour Tide, 2020[11].
- Prix Nouveau Talent Musique 2022 de la SACD, 2022.
- Prix Collégien du Grand Prix Lycéen des Compositeurs, 2023.

## Discographie
- While — (NoMadMusic 2015)[12] (OCLC 936562127)
  - Abîme apogée, Klangforum Wien, direction Jean-Michaël Lavoie.
  - Eglog, Trio Dauphine.
  - Échappées - pauses pluitées, Jeanne Maisonhaute.
  - Thét®is, Trio Be & see.
  - Fables asséchées, Ensemble Orchestral Contemporain, direction Pierre-André Valade.
- Stillness – Ensemble Linea, direction Jean-Philippe Wurtz (Odradek Records 2018)[13] (OCLC 1081530393).
  - Start the dance!
  - Berceuse et des poussières
  - 7 Vallées
  - Fiocchi di Silenzio
  - Sérieux Gravats - Nara II
- Tide – Hélène Fauchère, soprano ; Ensemble 2e2m, direction Pierre Roullier (janvier/mars/mai 2018, NoMadMusic NMM081)[14] (OCLC 1245859244)
  - Flaques de miettes
  - Âpre bryone
  - Baïnes